# Ханты-Мансийский банк Открытие
Ханты-Мансийский банк Открытие («ХМБ Открытие») — в настоящее время реорганизованный российский универсальный розничный банк, существовавший с 1992 по 2016 год.
В 2014 году Ханты-Мансийский банк Открытие входил в число 15 крупнейших финансово-кредитных институтов России (около 530 млрд рублей в соответствии с МСФО на 30.06.2014). Головной офис был расположен в Москве .
23 августа 2016 года в ходе реорганизации активов группы «Открытие» банк был объединён вместе с другими банками группы в Банк «Финансовая корпорация Открытие» — крупнейший частный банк в России.
Банк «Финансовая корпорация Открытие» ранее продолжал использовать бренд Ханты-Мансийского банка в Ханты-Мансийском и Ямало-Ненецком автономных округах, где он обладает высокой узнаваемостью и хорошей репутацией, однако в 2015 году прекратил это делать.

## История
В 1992 г. образован «Ханты-Мансийский банк возрождения и развития народов Севера».
В 1993 г. был открыт филиал Ханты-Мансийского банка в Москве. В 1994 г. открыты филиалы в Тюмени, Сургуте и Новосибирске. В 1996 г. банк был переименован в ОАО Ханты-Мансийский Банк. Получена лицензия на работу с драгоценными металлами.
До 1999 года основным акционером Ханты-Мансийского банка являлось территориальное отделение Пенсионного фонда РФ. В 1999 году больше 50 % акций кредитной организации стало принадлежать государственным предприятиям и учреждениям Ханты-Мансийского автономного округа.
В 2002 г. открывается филиал в Нефтеюганске. В 2003 г. филиалы появляются в Санкт-Петербурге, Нижневартовске. В 2003 году банк присоединил к себе ОАО «Коммерческий Восточно-Европейский Сибирский Банк» (Комвесбанк).
В 2009 г. Ханты-Мансийский Банк приобретает Новосибирский Муниципальный банк, а также становится представителем Международного Банковского Совета (МБС) на территории Евросоюза.
В конце 2010 года контрольный пакет акций Ханты-Мансийского банка приобрёл Номос-банк.
В 2014 году к Ханты-Мансийскому банку были присоединены Банк «Открытие» (бывший Русский Банк Развития) и основанный в 1994 году ОАО «Новосибирский Муниципальный банк». Реорганизованный банк получил название ПАО «Ханты-Мансийский банк Открытие».
В рамках банковского бизнеса группы «Открытие» банк специализировался на обслуживании розничных клиентов и малого бизнеса.
Подразделения группы присутствовали в 60 регионах России. Количество клиентских отделений составляло около 700 офисов различного формата, число банкоматов группы — около 4000.
23 августа 2016 года в ходе реорганизации активов группы «Открытие» банк был объединён вместе с другими банками группы в Банк «Финансовая корпорация Открытие».

## Собственники и руководство
- Президент, председатель совета директоров — Мизгулин Дмитрий Александрович[14]
- Председатель правления — Данкевич Евгений Леонидович

## Социальная деятельность
«Ханты-Мансийский банк Открытие» был спонсором соревнований по биатлону, лыжному спорту, волейболу, боксу, баскетболу, плаванию и мотоспорту, генеральным спонсором хоккейного клуба «Югра». Банк спонсировал стипендиальную программу для студентов государственных университетов ХМАО-Югры и Тюменской области. «Ханты-Мансийский банк Открытие» инициировал проект сотрудничества с фондом «Вера» для помощи неизлечимо больным людям.
В 2011 году «Ханты-Мансийский банк Открытие» учредил Премию «Сибирское богатство», присуждаемую гражданам, которые совершили подвиг, спасая людей из огня, воды, помогая задержать преступников. Премию за это время получили 35 жителей Урала и Сибири.
18 сотрудников Ханты-Мансийского банка приняли участие в эстафете олимпийского огня по улицам Нефтеюганска и Ханты-Мансийска в ноябре 2013 года.